# Onciale 0141
- Papyrus
- Onciale
- Minuscules
- Lectionnaire

Le Codex 0141, portant le numéro de référence 0141 (Gregory-Aland), CL13 (Soden), est un manuscrit du Nouveau Testament sur parchemin écrit en écriture grecque onciale.

## Description
Le codex se compose de 349 folios. Il est écrit en deux colonnes, de 31 lignes par colonne. Les dimensions du manuscrit sont 28 x 20 cm. Les experts datent ce manuscrit du Xe siècle,. 
C'est un manuscrit contenant le texte incomplet de l'Évangile selon Jean avec le commentaire. Il a quelques lacunes. 
Le texte du codex représenté type mixte (avec byzantin element). Kurt Aland le classe en Catégorie III. 
Le manuscrit ne contient pas de Pericope Adulterae (Jean 7,53-8,11).
Dans Jean 1,38 il a une erreur (εθερμηνευομενον au lieu de μεθερμηνευομενον).
Lieu de conservation
Il est actuellement conservé à la Bibliothèque nationale de France (Gr. 209) à Paris.